# Denis
Denis je francouzská forma jména Dionysios, česky Diviš. Obvykle se odvozuje od jména řeckého boha vína Dionýsa. Do češtiny bylo přejato zřejmě prostřednictvím francouzštiny. Jedná se o mužský protějšek častějšího ženského jména Denisa v Česku. Počeštěná verze jména Denis je Diviš a užívalo ji v roce 2016 v Česku 35 osob.
V českém občanském kalendáři má jméno Denis svátek 11. září společně s Denisou – samostatně uváděno není. Diviš má svátek 9. října spolu se jmény Štefan a Sára. Existují také ženské varianty jména, Diviše nebo Diviška.

## Domácké podoby
Denisek, Deník, Deny, Nis

## Statistické údaje
Následující tabulka uvádí četnost jména v ČR a pořadí mezi mužskými jmény ve srovnání dvou roků, pro které jsou dostupné údaje MV ČR – lze z ní tedy vysledovat trend v užívání tohoto jména:
| Rok       | Četnost    | Pořadí   |
| 1999      | 1872       | 126.     |
| 2002      | 2262       | 117.     |
| Porovnání | o 390 více | o 9 lépe |
| 2006      | 3840       | 100.     |
| 2013      | 5985       | 198.     |

## Denis v jiných jazycích
- Slovensky, rusky: Denis
- Polsky: Dionizy
- Francouzsky: Denys nebo Denis
- Německy: Dionys nebo Dionysius
- Anglicky: Dennis
- Španělsky, italsky: Dionisio
- Maďarsky: Dénes
- Latinsky: Dionysius
- Nizozemsky: Dennis

## Známí nositelé jména
- Saint Denis (česky svatý Diviš; † po 250) – francouzský biskup, patron města Paříže i celé Francie
- Dinis I. Portugalský (1261–1325) – portugalský král

- Denis Diderot – francouzský filosof a spisovatel
- Denis Chouinard – kanadský režisér a scenárista
- Denis Papin – francouzský matematik a fyzik
- Denis Ponté – švýcarský fotograf

### Příjmení osob
- Claire Denis (* 1946 Paříž) – francouzská filmová režisérka
- Ernest Denis (1849–1921) – francouzský historik
- Marc Denis (* 1977) – kanadský hokejový brankář a trenér
- Maurice Denis (1870-1943) – francouzský malíř

### Zeměpisný název
- Saint-Denis u Paříže (podle sv. Diviše)
- Saint-Denis (rozcestník)